# 陳叔卿
陳叔卿（ちん しゅくけい、生没年不詳）は、南朝陳の皇族。建安王。宣帝陳頊の五男。字は子弼。

## 経歴
陳頊と魏昭容のあいだの子として生まれた。性格は実直で、容貌は魁偉であったとされる。太建4年（572年）2月、建安王に封じられ、東中郎将・東揚州刺史に任じられた。太建7年（575年）12月、雲麾将軍・郢州刺史に転じ、佐史を置いた。太建9年（577年）1月、平南将軍・湘州刺史となった。太建14年（582年）1月、後主が即位すると、安南将軍に進んだ。侍中・鎮右将軍・中書令に上った。禎明元年（587年）2月、中書監となった。禎明3年（589年）、陳が滅亡すると、関中に入った。隋の大業年間、都官郎・上党郡通守となった。

## 伝記資料
- 『陳書』巻28 列伝第22
- 『南史』巻65 列伝第55